# برنکستر
برنکستر (به انگلیسی: Brancaster) یک روستا و محله مدنی در بریتانیا است که در King's Lynn and West Norfolk واقع شده‌است. برنکستر ۲۱٫۴۳ کیلومتر مربع مساحت و ۷۹۷ نفر جمعیت دارد.